# Alur, Davanagere
Alur là một làng thuộc tehsil Davanagere, huyện Davanagere, bang Karnataka, Ấn Độ.